# Coelometopon brincki
Coelometopon brincki är en skalbaggsart som beskrevs av Perkins 2005. Coelometopon brincki ingår i släktet Coelometopon och familjen vattenbrynsbaggar. Inga underarter finns listade i Catalogue of Life.